# Frezarpur
Frezarpur é uma vila no distrito de Bastar, no estado indiano de Chhattisgarh.

## Demografia
Segundo o censo de 2001, Frezarpur tinha uma população de 9630 habitantes. Os indivíduos do sexo masculino constituem 51% da população e os do sexo feminino 49%. Frezarpur tem uma taxa de literacia de 76%, superior à média nacional de 59,5%: a literacia no sexo masculino é de 83% e no sexo feminino é de 69%. Em Frezarpur, 11% da população está abaixo dos 6 anos de idade.